# Apozomus eberhardi
Apozomus eberhardi är en spindeldjursart som beskrevs av Harvey 200. Apozomus eberhardi ingår i släktet Apozomus och familjen Hubbardiidae. Inga underarter finns listade i Catalogue of Life.